# 다양체 가설
다양체 가설(한국 한자: 多樣體 假說, 영어: Manifold hypothesis)은 실세계의 고차원 데이터가 고차원에 놓여있는 저차원의 잠재 다양체들로 구성된다는 가설이다. 이에 따르면 같은 다양체 내부에서는 보간법을 이용해서 중간 데이터를 생성할 수 있다. 다양체 가설의 결과로, 초기에 설명하기 위해 많은 변수를 필요로 하는 것처럼 보이는 많은 데이터 세트는 실제로는 비교적 적은 수의 변수로 설명할 수 있으며, 이는 기본 다양체의 로컬 좌표계에 비유된다. 이 원리는 몇 가지 공통된 특징을 고려함으로써 고차원 데이터 세트를 설명하는 데 있어 기계 학습 알고리즘의 효율성을 뒷받침한다고 제안한다.

## 참고 도서
- Brown, Bradley C. A.; Caterini, Anthony L.; Ross, Brendan Leigh; Cresswell, Jesse C.; Loaiza-Ganem, Gabriel (2023). 《The Union of Manifolds Hypothesis and its Implications for Deep Generative Modelling》. The Eleventh International Conference on Learning Representations. arXiv:2207.02862.
- Lee, Yonghyeon (2023). 《A Geometric Perspective on Autoencoders》. arXiv:2309.08247.